# Судима В'ячеслав Павлович
Судима Вיячеслав Павлович (19 лютого 1955 року, Княгининок Луцького району Волинської області — 2 січня 2024 року, Луцьк) — український співак.
У 1962 році пішов у перший клас Маяківської середньої школи, яку закінчив у 1972 році. У тому ж році поступив у ПТУ № 6 м. Луцька, яке закінчив у 1973 році з відзнакою, здобувши професію слюсаря механоскладальних робіт.
З 1973 по 1975 рік проходив службу в рядах збройних сил. Служив в розвідувальному батальйоні м. Ізяслав, механік-водій танка ПТ — 76Б.
З 1975 по 1976 рік працював на Луцькому меблевому комбінаті. У 1976 році поступив на підготовче відділення Луцького педагогічного інституту імені Лесі Українки. З 1977 по 1982 рік навчався в педагогічному інституті на природничо-географічному факультеті.
З 1982 по 1988 рік працював на посаді педагога-організатора Маяківської середньої школи.
З 1988 по 1998 рік працював на посаді заступника директора школи з виховної роботи в Рокинівській загальноосвітній школі.
У1998 році був обраний Рокинівським селищним головою, на даній посаді пропрацював до 2006 року.
З 2006 року і до смерті працював на посаді заступника директора школи з навчально-виховної роботи Рокинівського НВК.
Вчитель географії вищої кваліфікаційної категорії, вчитель-методист, відмінник освіти України, заслужений працівник культури України.
З 1985 року разом із заслуженою артисткою України Аллою Опейдою складають дует «Душа Волині».

## Родина
Одружений, дружина: Судима Тетяна Михайлівна, вчитель англійської мови, методист Рокинівського НВК.; дочка: Олефіренко (Судима) Інна Вיячеславівна одружена, проживає в м. Києві, закінчила Київський лінгвістичний університет; син: Судима Микола Вיячеславович студент біологічного факультету Київського національного університету імені Т. Г. Шевченка.

## Відзнаки
- Грамота Президії Верховної ради УРСР від 14 листопада 1989 року за заслуги у соціально-економічному і культурному розвитку, особисті високі досягнення у праці і активну участь у громадському житті.
- Грамота Верховної ради України за заслуги перед Українським народом від 31 березня 2005 року № 424.
- Почесною грамотою Міністерства культури і мистецтв України, за вагомий особистий внесок у розвиток аматорського мистецтва та високий профісіоналізм (від 10.02.2005р № 59-к).
- Заслужений працівник культури України, за вагомий особистий внесок у розвиток культурно-мистецької спадщини України. Указ президента України від 22.04.2009 р. № 256, посвідчення № 3903.
- Відмінник освіти України (посвідчення № 23655  наказ № 293-п від 19.05.1997 р.).
- Орден Святого Миколая Чудотворця, за заслуги з відродження духовності в Україні (указ від 19 червня 2013 року № 2351).